# Melanella bakeri
Melanella bakeri är en snäckart som beskrevs av Bartsch 1917. Melanella bakeri ingår i släktet Melanella och familjen Eulimidae. Inga underarter finns listade i Catalogue of Life.